# 게이 목욕탕

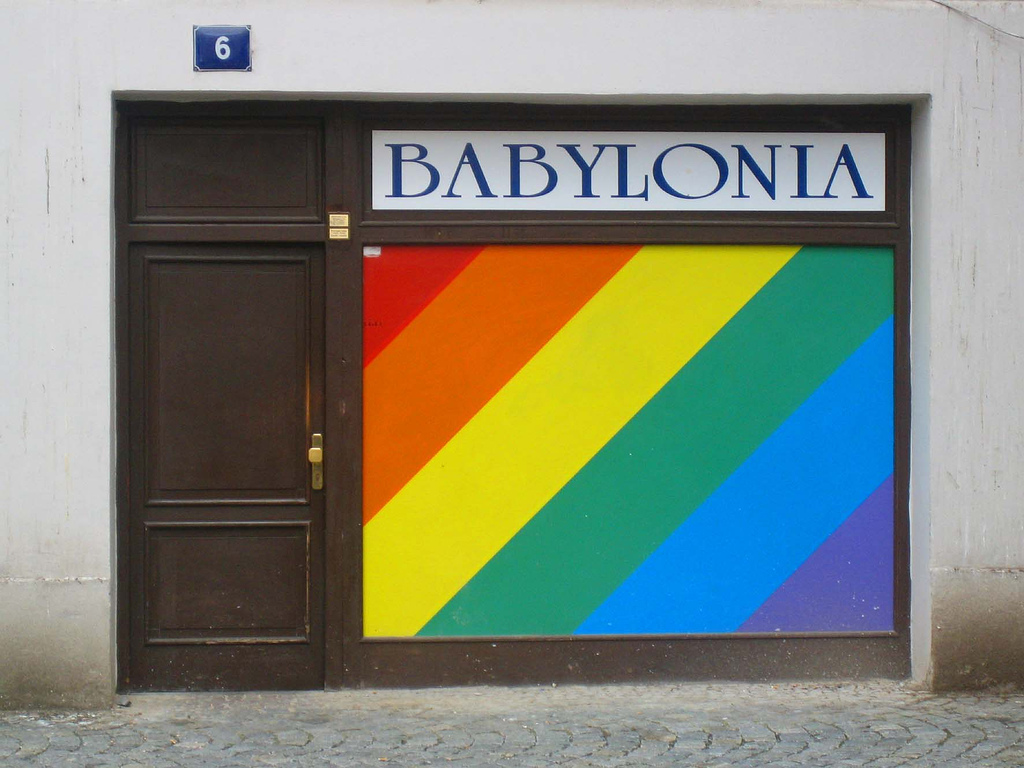

게이 목욕탕은 게이를 위한 목욕탕이다. 북아메리카나 유럽에서 게이 목욕탕(Gay bathhouse, gay sauna)이라고 하면 단순히 목욕탕을 의미하는 것이 아닌 남성끼리 성행위를 하는 시설을 의미한다. 목욕탕의 크기와 방의 개수 등은 다양하다. 남자들이 성행위를 위해 목욕탕에서 만났다는 기록은 15세기까지 거슬러 올라간다. 공중 목욕탕의 기록은 기원전 6세기까지 거슬러 올라가며 고대 그리스 게이의 행동에 대해 많은 기록이 있다. 서양에서 남자 동성애자들은 늦어도 19세기 후반 ~ 20세기 초반에는 성행위의 목적으로 목욕탕을 사용하고 있다. 당시 남성들은 다른 남성과 성행위를 위해 위해 목욕탕, 공원, 골목, 기차와 버스 정류장, 영화관, 공중 화장실, 체육관, 탈의실과 같은 곳에서 만났다. 따라서 일부 목욕탕은 단골 손님의 동성애 행위를 막으려 했다. 그 당시 대부분의 서양 국가에서는 동성애 행위는 불법이었기 때문에 동성애가 발견되면 종종 체포되거나 공적인 치욕을 받았다.

## 같이 보기
- 목욕탕
- 야외 성교